# Coelocrania
Coelocrania es un género de escarabajos  de la familia Chrysomelidae. En 1886 Jacoby describió el género. Contiene las siguientes especies:
- Coelocrania depressa (Mohamedsaid, 1993)
- Coelocrania ghazallyi (Mohamedsaid, 1993)
- Coelocrania indah (Mohamedsaid, 1993)
- Coelocrania latiffi (Mohamedsaid, 1993)
- Coelocrania malayana (Jacoby, 1894)
- Coelocrania scolopaca (Jacoby, 1904)
- Coelocrania sulcicollis (Baly, 1886)
- Coelocrania terminata Jacoby, 1886